# Droga krajowa 73

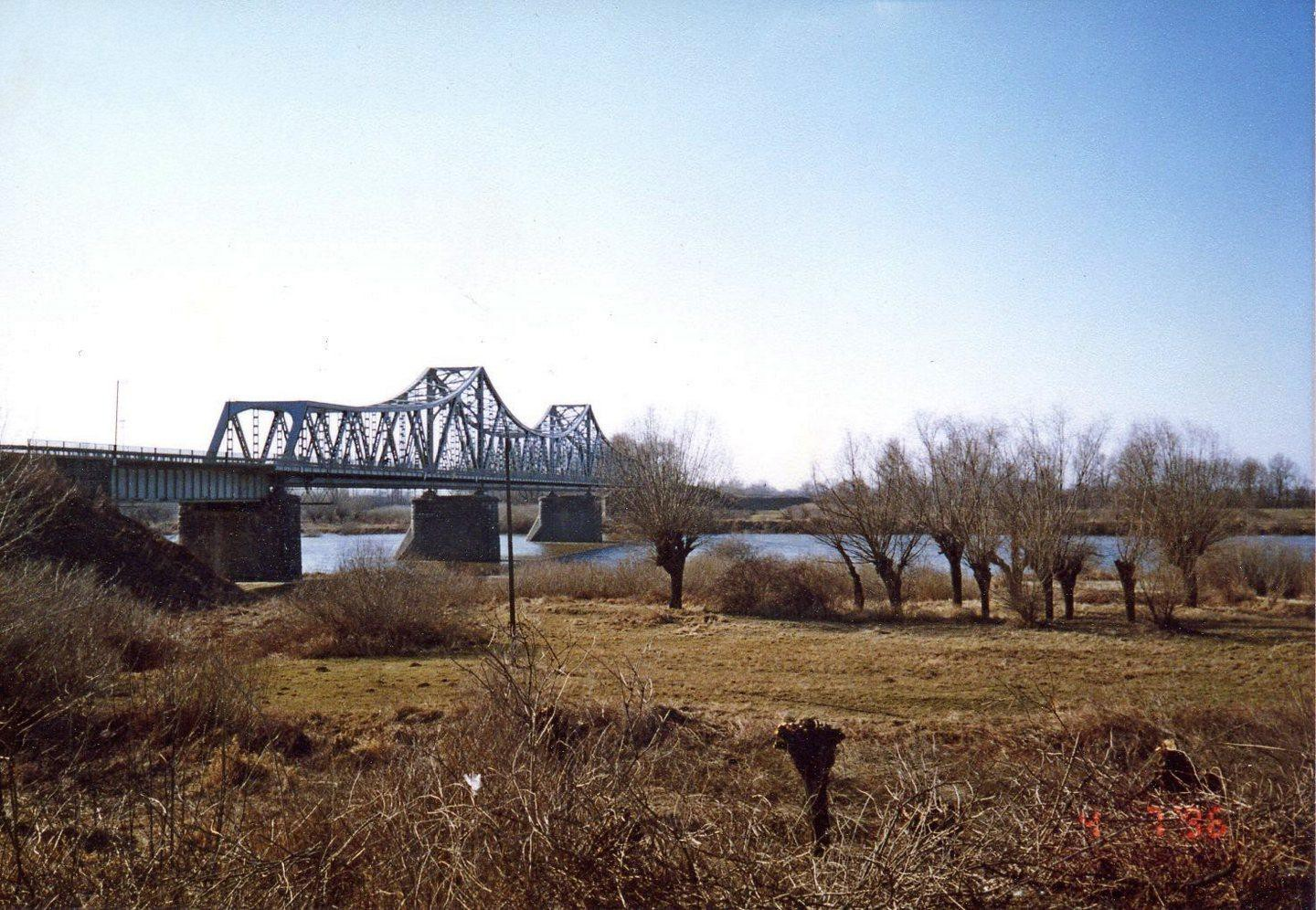
Weichselbrücke bei Szczucin

Die Droga krajowa 73 (DK73) ist eine Landesstraße in Polen. Sie zweigt in Wiśniówka rund 7 Kilometer nördlich von Kielce von der Schnellstraße S7 (E 77), die Kielce umgeht, ab, erreicht nach wenigen Kilometern die Stadt Kielce, wo sie die DK74 kreuzt, die in einem kurzen Teilstück als S74 ausgebaut ist und verläuft weiter in südlicher Richtung über Chmielnik, wo die DK78 von Westen kommend einmündet, nach Busko-Zdrój. Hier wendet sie sich nach Osten und erreicht über Stopnica Pacanów, wo die DK79 gekreuzt wird. Sie wendet sich wieder nach Süden, überquert kurz vor Szczucin auf einer Brücke die Weichsel und erreicht über Dąbrowa Tarnowska die Stadt Tarnów, kurz vor der die Autostrada A4 (Europastraße 40) bei der Anschlussstelle Tarnów-Północ gekreuzt wird. Südöstlich von Tarnów wird die DK94 erreicht, mit der die Straße bis Pilzno vereinigt verläuft. Hier zweigt sie nach Süden ab und folgt dem Tal der Wisłoka über Brzostek und Kolaczyce. Die Straße endet bei Jasło an der DK28.
Die Länge der Straße beträgt rund 192 Kilometer.

## Wichtige Ortschaften an der Strecke
Woiwodschaft Heiligkreuz (województwo świętokrzyskie):
- Kielce (DK74)
- Chmielnik (DK78)
- Busko-Zdrój
- Pacanów (DK79)

Woiwodschaft Kleinpolen (województwo małopolskie):
- Szczucin
- Dąbrowa Tarnowska
- Tarnów (Autostrada A4, Europastraße 40)

Woiwodschaft Karpatenvorland (województwo podkarpackie):
- Pilzno (DK94)
- Brzostek
- Jasło (DK28)